# یواس‌اس گوینت (ای‌جی-۹۲)
یواس‌اس گوینت (ای‌جی-۹۲) (به انگلیسی: USS Gwinnett (AG-92)) یک کشتی است که طول آن 338' 8" می‌باشد. این کشتی در سال ۱۹۴۴ ساخته شد.